# Tang-kampagnen mod Karakhoja
Tang-kampagnen mod Karakhoja, kendt som Gaochang i kinesiske kilder, var en militærkampagne i 640 e.Kr., som blev gennemført af kejser Taizong fra Tang-dynastiet mod Tarim-bækkenriget Karakhoja, der var baseret i byen Turfan i Xinjiang. De vestlige tyrkere støttede deres allierede Karakhoja med soldater, men hæren trak sig tilbage, da Tang-styrkerne ankom. Karakhoja overgav sig og kongeriget blev indarbejdet som et præfektur i Tang.

## Baggrund
Sporadisk kontrolleret af tidligere kinesiske dynastier var Karakhoja hjemsted for en stor kinesisk befolkning. Kongeriget blev stærkt påvirket af den kinesiske kultur og var den nærmeste af Tarim-bækkenet oase-staterne til Tang Kina. Karakhoja var siden 498 blevet regeret af den kongelige familie, der styrede staten som den mest kinesisk imfluerede af Tarim-bækkenets riger. Under regeringsperioden var Kinesisk (sproggruppe)kinesisk det officielle skriftlige sprog for Karakhoja, eleverne blev undervist med de kinesiske klassikere, og regeringsbyens bureaukrati var baseret på det kejserlige Kinas politiske opbygning.

## Kampagnen
Tu-lu Qaghan, der var kommet til magten i 638, tilbød Karakhoja militærbeskyttelse af det vestlige turkiske khaganat. Med støtte fra de vestlige tyrkere stoppede Karakhoja Silkevejen, handelsruten, der forbandt Tang-dynastiet i Kina med Centralasien. Som reaktion sendte kejser Taizong en militærkampagne ledet af general Hou Junji. Hæren nåede Karakhoja i 640 og besejrede oase-staten. De vestlige tyrkiske styrker sendt til forsvar for Karakhoja flygtede, da tang soldaterne nærmede sig. Sønnen til Qu Wentai, kongen af Karakhoja, overgav sig og det tidligere kongerige blev vedhæftet.

## Følger
Efter anneksationen af Karakhoja blev oase staten placeret under direkte Tang administration og struktureret som præfektur. Karakhoja blev overvåget som en del af Anxi-protektoratet, eller general-protektoratet for det pacificerede Vest, der blev oprettet for at styre Xinjiangs vestlige regioner. Kort efter erobringen blev der foretaget en folketælling for at gennemføre jord-ligefordelingssystemet, der var obligatorisk for kinesiske præfekturer. I 640, året for Karakhojas anneksation, blev der rapporteret, at der var 8.000 husstande og 37.700 indbyggere, der bor i Turfan.
Karakhojas efterår rejste mistanke om det nærliggende kongerige Karasahr. Truet af kinesiske tropper, der er stationeret i regionen, sidder Karasahr sammen med de vestlige tyrkere. Tang svarede ved at invadere og annektere Karasahr i 644.